# Conan – łowca przygód
Conan – łowca przygód / Conan Awanturnik (ang. Conan the Adventurer) – amerykańsko-francuski serial animowany wyemitowany w latach 1992–1993 opowiadający o przygodach cymeryjskiego wojownika – Conana. Jest to adaptacja literatury i komiksu o Conanie Barbarzyńcy stworzonego przez amerykańskiego pisarza Roberta E. Howarda w latach 30. XX wieku.

## Fabuła
Serial opisuje przygody młodego, cymeryjskiego wojownika – Conana, który wraz z towarzyszami przemierza starożytne krainy. Jego zadaniem jest odnalezienie sposobu na zdjęcie klątwy, przez którą jego rodzice i dziadek zmienili się w kamienne posągi. Conan musi powstrzymać potężnego czarnoksiężnika – Gniew-Amona, który rzucił klątwę przed zebraniem gwiezdnego metalu. Gwiezdny metal jest potrzebny Gniew-Amonowi, aby po wytopieniu dysków i umieszczeniu ich na szczycie piramid uwolnić Seta z otchłani – innego wymiaru do którego został wyrzucony przez bohatera Vathelosa (z pomocą naszyjnika o wielkiej mocy, który dostaje się w posiadanie Conana). W czasie przygód Conan spotyka inne osoby, które dołączają do niego i otrzymują bronie z Gwiezdnego Metalu. Snagg  – topór, Jezmina  –  shurikeny, Zula – bolas, Szary Wilk – gałkę magicznej laski. Ostatecznie Gniew-Amonowi udaje się skompletować potrzebne dyski i przywołać Seta, jednak przy współpracy z Mesmirą bohaterom udaje się wedrzeć do Stygii i pokonać Gniew-Amona, a następnie zamknąć wrota do innego wymiaru. Dzięki pomocy smoka Kari (którego kiedyś uwolnił Conan) i mocy amuletu Vathelosa udaje się wysłać Seta z powrotem do otchłani.

## Obsada
- Michael Donovan – Conan, barbarzyńca z Cymmerii, główny bohater.
- Janyse Jaud – Jezmina, gimnastyczka z cyrku, półkrwi człowiek-wąż, przyjaciółka Conana. Jej bronią są shurikeny z Gwiezdnego Metalu.
- Garry Chalk – Snagg, wiking z krainy Vanihejczyków. Włada toporem z Gwiezdnego Metalu. Towarzysz Conana.
- Scott McNeil –
  - Szary Wilk, mag z Xanthus, towarzysz Conana. Posługuje się kosturem zwieńczonym Szponem Niebios, magicznym artefaktem z Gwiezdnego Metalu.
  - Gniew-Amon, główny antagonista serii. Potężny czarnoksiężnik, pan Czarnego Pierścienia. Został stworzony przez Ram-Amona, poprzedniego kapłana Seta
- Arthur Brughardt –
  - Zula, książę czarnoskórego plemienia Wasai, przyjaciel oraz Brat Krwi Conana. Posiada zdolność komunikacji ze zwierzętami, jego bronią z Gwiezdnego Metalu jest bumerang.
  - Młot-Amon, dawny władca Stygii, twórca Gniew-Amona, uwięziony przez swojego sługę, a później uwolniony przez Conana.
- Michael Beattie – Needle, magiczny feniks posiadający zdolność wnikania w płaską powierzchnię. Jako przedstawiciel pradawnego gatunku odznacza się dość rozległą, choć chaotyczną wiedzą.
- Alec Willows – Falkenar, sokolnik, towarzysz Conana. Dzięki magicznemu płaszczowi posiada moc latania. Jego wiernym kompanem jest jastrząb płci żeńskiej Stormclaw (Kieł Burzy).
- James Byrnes – Epimetrius Mądry, dobry czarodziej, przekazuje Conanowi magiczną tarczę z feniksem Needle’em. Jest duchem, jego ciało spoczywa w sekretnym grobowcu pod górą Galamirą.
- Doug Parker –
  - Czerw, naga, niezbyt inteligentny sługa Gniew-Amona. Często sprawia więcej kłopotów niż pożytku.
  - Windfang, niegdyś człowiek, generał Venturas z Koth. Został pojmany i przemieniony przez Gniew-Amona w ohydne monstrum z czterema rękami, 200 lat przed wydarzeniami z serialu. Jest posłuszny rozkazom Gniew-Amona, mając nadzieję na zdjęcie z niego zaklęcia i stania się na powrót człowiekiem. Nawiązuje nić porozumienia z Jezminą.
- Kathleen Barr – Mesmira, samozwańcza królowa Stygii, potężna wiedźma. Wróg zarówno Conana jak i Gniew-Amona.

Inne, istotne postacie:
Skulkur – nieumarły, sługa Gniew-Amona. Dzięki swoim mocom potrafi wskrzeszać zmarłych.
Sara i Mizo – brat i siostra Szarego Wilka. Zostali przemienieni w wilkołaki przez Mesmirę. Mag z Xanthus zdołał jedynie przywrócić im ludzki umysł oraz nadać formę zwykłych wilków. W finale serii urok zostaje częściowo zdjęty – tylko podczas pełni Księżyca rodzeństwo może odzyskać swój ludzki wygląd.

## Wersja polska
W Polsce serial był emitowany od 9 lipca 1996 przez TVP2 w wersji lektorskiej, następnie od 24 kwietnia 1998 do 23 lipca 1998 na kanale TVN w Bajkowym kinie z polskim dubbingiem. Istnieją też różne wersje wydane na VHS z polskim lektorem i angielskim dubbingiem pod nazwą Conan Awanturnik.
Wersja polska: Master Film na zlecenie TVN

Reżyseria: Sławomir Pietrzykowski

Dialogi: Krystyna Uniechowska-Dembińska

Dźwięk: Monika Szuszkiewicz

Montaż: Paweł Siwiec

Kierownictwo produkcji: Dariusz Paprocki

Wystąpili:
- Paweł Szczesny –
  - Conan,
  - diabelski bliźniak Conana (odc. 50)
- Mirosław Guzowski –
  - Needle,
  - nietoperz (odc. 50),
  - jeden z mędrców z Xanthus (odc. 65)
- Jacek Mikołajczak –
  - Zula,
  - Narrator z czołówki
- Krystyna Kozanecka –
  - Jezmina
  - jedna z Najad (odc. 22)
- Robert Czebotar –
  - Szary Wilk,
  - Windfang,
  - diabelski bliźniak Szarego Wilka (odc. 50)
- Jan Kulczycki – Snagg
- Andrzej Ferenc – Falkenar
- Włodzimierz Bednarski – Gniew-Amon
- Mieczysław Morański – Czerw
- Mirosława Krajewska – Mesmira
- Andrzej Arciszewski – Epimetrius
- Stanisław Brudny – Conn
- Krzysztof Kołbasiuk – Smok Nari
- Jacek Czyż – Set
- Jan Janga-Tomaszewski – Młot-Amon
- Jolanta Wilk – Sara (odc. 8, 50)
- Jacek Kopczyński – Mizo (odc. 8, 50)
- Mieczysław Gajda – Ifus (odc. 22)
- Małgorzata Drozd – Najada (odc. 22)
- Krzysztof Zakrzewski – właściciel łodzi (odc. 22)
- Marek Frąckowiak – Astivus (odc. 28, 65)
- Jerzy Mazur –
  - wilkołaki (odc. 50),
  - Wężowiec (odc. 64)
- Cezary Nowak – Sheptu (odc. 50)
- Robert Tondera – Darius (odc. 63-64)
- Tadeusz Borowski – Narrator
- Jacek Wolszczak
- Tomasz Marzecki
- Marek Obertyn

i inni
Śpiewali: Jacek Bończyk, Jacek Mikołajczak
Lektor: Jacek Brzostyński

## Spis odcinków
Serial składa się z 65 odcinków
| N/o            | Polski tytuł              | Angielski tytuł                  |
| -------------- | ------------------------- | -------------------------------- |
|                |                           |                                  |
| SERIA PIERWSZA |                           |                                  |
|                |                           |                                  |
| 01             | Noc ognistych łez         | The Night of Fiery Tears         |
|                |                           |                                  |
| 02             | Braterstwo krwi           | Blood Brother                    |
|                |                           |                                  |
| 03             | Gwiazda Shadizaru         | Star of Shadizar                 |
|                |                           |                                  |
| 04             | Conan Gladiator           | Conan the Gladiator              |
|                |                           |                                  |
| 05             | Serce Rakkira             | The Heart of Rakkir              |
|                |                           |                                  |
| 06             |                           | Men of Stone                     |
|                |                           |                                  |
| 07             |                           | The Terrible Torrinon            |
|                |                           |                                  |
| 08             | Szary Wilk z Xanthus      | Greywolf of Xanthus              |
|                |                           |                                  |
| 09             | Wędrowcy Ciemności        | Shadow Walkers                   |
|                |                           |                                  |
| 10             | Niebiański Pazur          | The Claw of Heaven               |
|                |                           |                                  |
| 11             |                           | The Serpent Riders of Set        |
|                |                           |                                  |
| 12             |                           | Windfang’s Eyrie                 |
|                |                           |                                  |
| 13             |                           | Seven Against Stygia             |
|                |                           |                                  |
| SERIA DRUGA    |                           |                                  |
|                |                           |                                  |
| 14             |                           | Tribal Warfare                   |
|                |                           |                                  |
| 15             |                           | Curse of Ahx’ oon                |
|                |                           |                                  |
| 16             |                           | The Master Thief of Shadizar     |
|                |                           |                                  |
| 17             |                           | The Vengeance of Jhebbal Sag     |
|                |                           |                                  |
| 18             |                           | The Red Brotherhood              |
|                |                           |                                  |
| 19             |                           | Thunder and Lightning            |
|                |                           |                                  |
| 20             |                           | The Crevasse of Winds            |
|                |                           |                                  |
| 21             |                           | Hanuman the Ape God              |
|                |                           |                                  |
| 22             | Wyspa Żywego Kamienia     | Isle of the Naiads               |
|                |                           |                                  |
| 23             |                           | In Days of Old                   |
|                |                           |                                  |
| 24             |                           | Birth of Wrath-Amon              |
|                |                           |                                  |
| 25             |                           | Earthbound                       |
|                |                           |                                  |
| 26             |                           | The Treachery of Emperors        |
|                |                           |                                  |
| 27             |                           | A Needle in a Haystack           |
|                |                           |                                  |
| 28             |                           | Return to Tarantia               |
|                |                           |                                  |
| 29             |                           | The Book of Skelos               |
|                |                           |                                  |
| 30             |                           | Labors of Conan                  |
|                |                           |                                  |
| 31             |                           | The Amulet of Vathelos           |
|                |                           |                                  |
| 32             |                           | Final Hours of Conan             |
|                |                           |                                  |
| 33             |                           | An Evil Wind in Kusan            |
|                |                           |                                  |
| 34             |                           | Blood of my Blood                |
|                |                           |                                  |
| 35             |                           | Dragon’s Breath                  |
|                |                           |                                  |
| 36             |                           | The Queen of Stygia              |
|                |                           |                                  |
| 37             |                           | Nature of the Beast              |
|                |                           |                                  |
| 38             |                           | City of the Burning Skull        |
|                |                           |                                  |
| 39             |                           | Son of Atlantis                  |
|                |                           |                                  |
| 40             |                           | Conn Rides Again                 |
|                |                           |                                  |
| 41             |                           | Down to the Dregs                |
|                |                           |                                  |
| 42             |                           | Dregs-Amon the Great             |
|                |                           |                                  |
| 43             |                           | The Wolfmother                   |
|                |                           |                                  |
| 44             |                           | Conan of the Kosaki              |
|                |                           |                                  |
| 45             |                           | Torrinon Returns                 |
|                |                           |                                  |
| 46             |                           | The Frost Giant’s Daughter       |
|                |                           |                                  |
| 47             |                           | Cornucopia of Grondar            |
|                |                           |                                  |
| 48             |                           | When Tolls the Bell of Night     |
|                |                           |                                  |
| 49             |                           | The Last Dagger of Manir         |
|                |                           |                                  |
| 50             | Ciernie o północy         | Thorns of Midnight               |
|                |                           |                                  |
| 51             |                           | The Vale of Amazons              |
|                |                           |                                  |
| 52             |                           | Bones of Damballa                |
|                |                           |                                  |
| 53             |                           | Turn About is Foul Play          |
|                |                           |                                  |
| 54             |                           | Once & Future Conan              |
|                |                           |                                  |
| 55             |                           | The Sword of Destiny             |
|                |                           |                                  |
| 56             |                           | Sword, Sai & Shuriken            |
|                |                           |                                  |
| 57             |                           | Full Moon Rising                 |
|                |                           |                                  |
| 58             |                           | The Stealer of Souls             |
|                |                           |                                  |
| 59             |                           | Amra the Lion                    |
|                |                           |                                  |
| 60             |                           | Escape of Ram-amon               |
|                |                           |                                  |
| 61             |                           | The Star Metal Monster           |
|                |                           |                                  |
| 62             |                           | Into the Abyss                   |
|                |                           |                                  |
| 63             | Wąż oplata Ziemię część 1 | A Serpent Coils the Earth Part 1 |
|                |                           |                                  |
| 64             | Wąż oplata Ziemię część 2 | A Serpent Coils the Earth Part 2 |
|                |                           |                                  |
| 65             | Ostatnia walka            | A Serpent Coils the Earth Part 3 |
|                |                           |                                  |